# Pazifische Lösung

Migrationszone Australien

Der Begriff Pazifische Lösung (englisch: „Pacific Solution“; auch im Sinne von „stille Lösung“) wurde von der australischen Regierung um John Howard im Jahr 2001 im Verlauf der Tampa-Affäre eingeführt und nach einer zeitweisen Einstellung durch die Regierung um Julia Gillard im August 2012 wieder eingeführt. Er wird mit den auch als „detention camps“ bezeichneten Internierungslagern in Verbindung gesetzt. Diese Lager befinden sich auf kleinen Inselstaaten im Pazifischen Ozean. Die Lager dienen dem Zweck, Asylsuchende dort zu versorgen, anstatt sie auf das australische Festland zu bringen, denn dort hätten sie einen Asylantrag stellen können.
Eine Folge dieser Politik war die Einführung einer Migrationszone Australien, die vom Militär überwacht wird, und die Einwanderungshaft. Diese Form einer Inhaftierung gibt es nur in Australien.

## Erste Phase 2001–2008
Das Internierungslager Manus Regional Processing Centre wurde auf der Insel Manus von Papua-Neuguinea und das Nauru Regional Processing Centre im Inselstaat Nauru errichtet. Die Kosten dieser Lager trägt Australien.
Australien hat für die Errichtung dieser Lager von mehreren Nichtregierungsorganisationen eine Menge Kritik erhalten. Es wurde kritisiert, dass Australien sich damit nicht an internationale Verpflichtungen hält. Außerdem wurde kritisiert, dass Asylsuchende schon vor der Fertigstellung der Lager auf der Insel Manus untergebracht wurden.
Bis zum März 2004 wurden auf Nauru 1229 Asylgesuche bearbeitet. 276 Asylsuchende durften bleiben. Im Juni 2006 wurde ein bereits im November 2005 unterzeichneter Vertrag öffentlich, der Australien gestattet, weiterhin Asylsuchende in die nauruischen Lager zu senden; im Gegenzug soll das nahezu bankrotte Nauru 29 Millionen US-Dollar Entwicklungshilfe erhalten.
Mit der Niederlage Howards gegen den an seiner Stelle gewählten Premierminister Kevin Rudd im November 2007 wurde Anfang 2008 das verbliebene Lager in Nauru geschlossen, was das vorläufige Ende der Pazifischen Lösung bedeutete.

## Zweite Phase seit 2012
Nachdem die Anzahl der Flüchtlinge, die Australien auf dem Seeweg erreichten, im ersten Halbjahr 2012 stark angestiegen war, führte die australische Regierung ab August 2012 wieder Gespräche mit Nauru und Papua-Neuguinea über die Wiedereröffnung der Auffanglager. Die Kosten für vier Jahre sollten sich hierbei auf 2 Milliarden australische Dollar für Nauru und 900 Millionen Dollar für Papua-Neuguinea belaufen, die von Australien getragen werden. Am 16. August 2012 stimmte das australische Parlament dem Gesetzesvorhaben zu und ermöglichte somit die Wiedereinführung der pazifischen Lösung. Im selben Monat wurde das Nauru Detention Centre wieder eröffnet.
Trotz dieser Maßnahmen stieg die Anzahl der ankommenden Flüchtlinge zunächst weiter an. Im Juli 2013 verschärfte die australische Regierung diesmal unter Kevin Rudd das Asylverfahren, ankommende Flüchtlinge wurden nach Papua-Neuguinea verbracht. Im Falle einer Anerkennung werden diese dann dort angesiedelt und erhalten kein Aufenthaltsrecht mehr in Australien.
In der ersten Jahreshälfte 2014 hat die pazifische Asylpolitik die Zahl der Bootsflüchtlinge auf null reduziert. Den Flüchtlingen in den Auffanglagern auf Manus und Nauru bietet die australische Regierung bis zu 10.000 Australische Dollar für eine freiwillige, geordnete Rückkehr in ihre Herkunftsländer an. Die Gesamtausgaben Australiens für die Unterbringung von Flüchtlingen auf Nauru betrugen im Jahr 2015 314 Millionen US-$, das entspricht einem Betrag von 350.000 $ für jeden Flüchtling.
Am 13. November 2016 gab die australische Regierung ein mit den USA getroffenes Flüchtlingsabkommen bekannt. Einige Aspekte der Konditionen des Abkommens sind in den Medien bekannt. Einige Flüchtlinge sollten demnach von Manus und Naura in die USA reisen und dort aufgenommen werden. Familien, Frauen und Kindern aus dem Nauru Detention Centre sollten dabei Vorrang haben. Anfang 2017 wurde dieses seitens der USA unter der Regierung Obamas zustandegekommene Flüchtlingsabkommen vom neu angetretenen US-Präsidenten Trump kritisiert.